# Tuggurt
Tuggurt (en amazig «la puerta», en tifinag, ⵜⵓⴳⵓⵔⵜ; en árabe, تقرت; en francés, Touggourt) es un municipio (baladiyah) de la provincia o valiato de Tuggurt en Argelia. En abril de 2008 tenía una población censada de 39 409 habitantes.
Se encuentra ubicado al sureste del país, en el desierto del Sahara, cerca de la frontera con Túnez.